# Ducati
Ducati Motor Holding er en italiensk motorcykelproducent beliggende i Borgo Panigale ved Bologna.
Ducati er gennem historien berømt for kombinationen af banebrydende design og præstationer. Fra den første motorcykel med beskeden motorstørrelse produceret umiddelbart efter 2. verdenskrig er Ducati gennem årene vokset til en magtfaktor i international motorsport og har opnået stor succes i salgsstatistikkerne.
Ducati Meccanica, som firmaet tidligere hed, har tidligere fremstillet blandt andet transistorradioer og kameraer, som i dag er kostbare samlerobjekter.

## Historie
I 1985 blev Ducati købt af Cagiva, som havde planer om at omdøbe Ducati til det mindre kendte Cagiva-navn (om ikke andet udenfor Italien). Da den fjendtlige overtagelse var tilendebragt havde Cagiva dog besluttet sig for at beholde Ducati-navnet.
I 1996 købte Texas Pacific Group (TPG) 51% af Ducatiaktierne for US$325 millioner. I 1998 købte de så de resterende 49% blev eneejer af Ducati. I 1999 foretog TPG en børsnotering og omdøbte firmaet til Ducati Motor Holding SpA. TPG solgte over 65% af deres aktier i Ducati. I december 2005 kom Ducati tilbage på italienske hænder med TPG salg af de resterende aktier (pånær én) til Investindustrial Holdings, en investeringsfond ejet af Carlo og Andrea Bonomi.
Chefdesigneren for Ducati i 1950'erne var den nu afdøde Fabio Taglioni (1920-2001). Han designede de fleste Ducatier i denne periode, fra de små éncylindrede maskiner, der var meget succesfulde i italiensk gaderæs til de store 2-cylindrede V-motorer i 1980'erne. Fabio Taglioni benyttede den stejlende hingst fra Ferrari's logo til sine Ducati-motorcykler som et tegn på respekt for og beundring af Francesco Baracca, en heltemodig pilot, der døde under et luftangreb under 1. verdenskrig i 1918.
Audi AG's datterselskab Automobili Lamborghini S.p.A. overtog 100 % af aktierne i Ducati Motor Holding S.p.A. den 19. juli 2012 for 747 mio. €.

## Teknik
Ducati Mach 1 var i 1960'erne bredt anerkendt som den hurtigste gademotorcykel på markedet. I 1970'erne fulgte de store L-twin (dvs. 2-cylindrede 90° V-motorer) motorcykler og i 1973 kom så den første L-twin med det patenterede desmodromiske ventilløftersystem. Det udmærker sig ved at både ventilåbning og -lukning er tvangsstyret vha. vippearme, hvorved man undgår ventilfjedre (der ikke kan nå at lukke hurtigt nok ved høje omdrejninger, hvilket resulterer i 'ventilsalat' og deraf følgende effekttab, samt risiko for alvorlige motorskader) og det friktionstab som stramme fjedre medfører.
Ducati introducerede modellen Pantah i 1979; motoren herfra blev opdateret i 1990'erne til Ducati SuperSport (SS) serien. Alle moderne Ducatimotorer stammer fra Pantah'en, der har tandremstrukne knastaksler
Det andet helt særegne kendemærke for Ducatimotorcykler er stellet, der er konstrueret som en rørgitterramme (trellis frame på engelsk) i højstyrkestål. Endelig kan en Ducati kendes på lydsporet, der består af en tordenagtig rumlen i kombination med en klirrende lyd fra tørkoblingen (i modsætning til oliebadet kobling i krumtaphuset, som bliver brugt på de fleste andre motorcykelmærker). De nyeste modeller i Superbike-serien er dog gået bort fra denne tradition.

## Modeller
Den nuværende modelrække omfatter:
- Diavel - lokal dialekt for Djævel
- Hypermotard
- Monster
- Multistrada
- Streetfighter
- Superbike - Panigale
- Scrambler

## Tidslinje
- 1973: Ducati fejrede sejren i Imola 200 i 1972 med lanceringen af Ducati SuperSport 750.
- 1985: Ducati introducerer den vandkølede mangeventilede L-twins med betegnelsen Quattrovalvole (fireventilet), der sidenhed er benyttet i blandt andet den legendariske model 916.
- 1987: Paso introduceres, først som den luftkølede 750, i 1989 906 med vandkøling og 16" hjul, i 1991 907ie med 17" hjul og indsprøjtning.
- 1988: Ducati vinder det første i en lang række verdensmesterskaber i Superbike med Ducati 851
- 1993: Ducati Monster så dagens lys og har siden udgjort omtrent halvdelen af det samlede salg af Ducati'er.
- 1994: Ducati 916 designet af Massimo Tamburini lanceres. Designet har været toneangivende for resten af motorcykelbranchen med udstødningerne lagt op under sædet.
- 2004: Desmosedici præsenteres som en replica af racermaskinerne i MotoGP
- 2007: Ducati vinder kongeklassen MotoGP, motorcyklernes svar på Formel 1